# Qu Yunxia
Qu Yunxia, född 25 december 1972, är en kinesisk före detta friidrottare som tävlade i medeldistanslöpning.  
Qus storhetstid var under 1990-talets början då hon blev trea vid OS 1992 på 1 500 meter. Året efter 1993 vann hon VM-guld på den dubbla distansen 3 000 meter. Samma år noterade hon 3.50,46 på 1 500 meter vilket var nytt världsrekord. Rekordet på distansen varade fram till den 17 juli 2015, då Genzebe Dibaba satte det nya världsrekordet. Vidare är hennes personliga rekord på 3 000 meter, 8.12,18 den näst snabbaste tiden någonsin på distansen.